# رامون فيليدا موراليس
رامون فيليدا موراليس (بالإسبانية: Ramón Villeda Morales) (و. 1909 – 1971 م) هو سياسي من هندوراس ولد في هندوراس.